# Gojko Pijetlović
Gojko Pijetlović (Novi Sad, 7 agosto 1983) è un ex pallanuotista serbo, di ruolo portiere. Ha conquistato tre medaglie olimpiche (due ori ed un bronzo) con la calottina della propria nazionale.

## Biografia
Nato a Novi Sad, è stato compagno di squadra in nazionale e al Novi Beograd con suo fratello minore Duško.

## Palmarès

### Club

#### Trofei nazionali
- Campionato serbo: 3

Partizan: 2007, 2007-08
Novi Beograd: 2021-22
- Coppa di Serbia: 3

Partizan: 2006-07, 2007-08
Šabac: 2018-19
- Campionato montenegrino: 1

Budva: 2011
- Coppa del Montenegro: 1

Budva: 2010-11
- Campionato rumeno: 2

Oradea: 2014, 2015
- Tom Hoad Cup: 1

Partizan: 2006

#### Trofei internazionali
- Coppe LEN: 1

Akademija Cattaro: 2009-2010
- Lega Adriatica: 1

Novi Beograd: 2021-22